# 杀害尊亲属罪法定刑违宪事件
杀害尊亲属罪法定刑违宪事件，于1973年（昭和48年）4月4日由日本最高裁判所（日本最高法院）作出判决，其意义在于，该判例是宣告日本刑法第200条“杀害尊亲属罪”应加重处罚的规定违反《日本国宪法》第14条（“法律之前人人平等”）的违宪判决。这也是最高裁判所运用违宪审查权宣告现行法律违宪的首个判例。最高裁判所在此前一直认定杀害尊亲属罪的加重处罚并未违宪，但由于本案特殊的案情导致了最高裁判所作出了改变以往判例的历史性判决。
根据案件的具体经过，该案也往往被称为“栃木杀害亲父事件”（案发于日本栃木县矢板市）。鉴于其在日本宪法史上的重要地位，该案例成为了日本几乎所有社会课和公民课的资料集中必提的重要判例。

## 案件经过
1968年10月5日，女性被告（当时29岁）绞杀其父亲（当时53岁）。到案发之日为止，被害人TA已经将被告囚禁在自家住宅内10天，最终双方发生争执，被告人将被害人杀死。
在调查被告的家庭环境后，日本检察机关发现了令人发指的事实。被告从14岁起就持续遭受其亲生父亲的性虐待，作为被迫乱伦的后果，她为自己的父亲生下了5个孩子（其中2个婴儿夭折，另外还有6次流产）。此后，由于医生劝告其如果再怀孕，对身体将有极大伤害，被告接受了节育手术。
在长达十几年的煎熬中，被告之所以未能逃脱魔爪的原因，在于她担心同住在一起的妹妹会遇到相同的厄运。在这期间，被告在工作中结交了一位比自己小7岁的恋人，并有了结婚的计划。当被告将希望结婚的想法告诉其父亲时，被暴怒的父亲殴打并监禁在家中。在饱受了父亲的凌辱之后，被告忍无可忍用和服的腰带将父亲绞杀。因此，被告在犯罪时处于心神丧失或精神耗弱这一点，成为之后判决的酌情减刑因素。此外，尽管媒体在起初就已经掌握了上述背景，但或许是考虑到被害人父亲的行为性质过于恶劣，这些恶劣行为在事后的新闻报道中几乎没有被提及。

## 审判经过
本案的特点在于，在各级审判中，都考虑到了本案特殊的背景，均有观点认为被告没有必要被判刑。另外，作为被告的辩护人大貫大八律师，并非由国家机关指定，而是不计报酬的民间律师。这主要是考虑到国家指定律师往往会随着审判的升级而可能发生变更，从而导致辩护策略的动摇。在上诉过程中，由于身体原因，大贯律师将辩护的任务转交给其儿子完成。

### 可选择的刑罚范围
旧的日本《刑法》第200条规定，晚辈杀害自己的父亲、祖父、母亲或祖母等直系尊亲属的，其法定刑应重于一般杀人罪（第199条），因此该罪名的法定刑只有死刑和无期徒刑两种选择。
日本法律规定，即使考虑了法定减刑情节和酌定减刑情节等各种因素，对法定刑最多只能减刑2次，因此其最终宣告刑也不能低于3年零6个月的有期徒刑。这是因为，每次减刑最多只能减少一半原刑期，无期徒刑减刑后只能减至七年有期徒刑以上，而七年有期徒刑再次减刑，最低也将判3年6个月有期徒刑。
另外，根据日本《刑法》第25条，缓刑只能适用于3年以下的有期徒刑或更轻的刑罚，因此杀害尊亲属的事实一旦得到认定，被告将不可能获得缓刑。

### 各级法院的判决
由于被告期望能避免被判实刑，因此辩方请求法官判决刑法第200条违反了宪法规定。这个诉讼策略最终导致了这个历史性判决的诞生。而对于合宪性判断，一审法院与二审法院作出了不同的理解。
担任一审的宇都宮地方裁判所判定刑法第200条违宪，并根据发案前后的客观因素，认定被告的行为是防卫过当，免予处罚。然而，二审的東京高等裁判所则认为上述法条合宪，在此基础上给予最大程度的减刑，判决3年6个月的有期徒刑（判决前拘留时间折抵刑期）。
作为终审法院，日本最高法院在此前的数起类似案件中，都驳回了主张杀害尊亲属罪违宪的上诉请求，连续做出多个合宪判决。

## 日本最高法院的判决
日本最高法院最终判决：
被害人对被告实施的侵害应受谴责，而杀害尊亲属罪应加重判罚的法律属于违宪，判定被告犯一般杀人罪，判处2年零6个月有期徒刑，缓期三年执行。
最高法院的判决要旨称：从一般杀人罪的法定刑应包括杀害尊亲属罪的法定刑这一前提出发，虽然不能说在杀人罪之外另设杀害尊亲属罪的立法属于违宪，但对于杀害尊亲属罪仅仅规定了不能适用缓刑的过重刑罚这一法律规定而言，违反了宪法精神。
本案判决由最高法院15名法官组成的大法庭作出，其中只有下田武三法官主张关于杀害尊亲属罪的重罚程度应交由立法机关决定，从而作出反对意见外，其余14名法官均支持最终的判决结论。但是，该14名法官中，有6名法官虽然对结论持赞成意见，但是对于“在杀人罪之外另设杀害尊亲属罪的立法属于合宪”这一多数意见表示了反对。因此，本案判决在结论上是14比1，而赞成理由上是8比6。除了本案，最高法院还曾经作出了对伤害罪的尊亲属侵害加重刑罚规定的合宪判决。

## 判决以后
在对刑法原第200条作出违宪判决的本案结束后，政府方面迅速向国会提出废止“杀害尊亲属罪”的议案，但是当时的唯一执政党自由民主党对于杀害尊亲属罪的废止提出了阻挠，最终未能在立法层面实现。而在法律实务中，本案之后，日本最高检察厅统一发文规定，即使对于杀害尊亲属的犯罪也一律以一般杀人罪（刑法199条）提起控诉，从而在实质上取消了杀害尊亲属罪的适用可能。
1995年，随着日本刑法的大幅修改，杀害尊亲属罪与其他尊亲属犯罪加重刑罚的规定一起，终于被正式废除。

## 杀害尊亲属加重刑罚规定的立法背景
对于杀害尊亲属的犯罪应加重刑罚的规定，是由于儒教以“亲亲”、“尊尊”为社会基本道德而产生的，早在中国古代社会，就提出了殴杀父母、祖父母罪，对暴力伤害尊亲属的犯罪行为单列单罚、重点强调加重处罚。而吸收了中国儒家文化的日本《大宝律令》中，就将杀害尊亲属作为八虐之一，成为日本自古以来刑事法律的一大原则。
另一方面，也有观点认为，该法条体现了封建家长制，与提倡民主主义的《日本国宪法》有违背之嫌疑。在旧的家长制度下，长辈对子孙后辈所犯罪行被视为家长惩戒权的一部分，其所受刑罚也相应减轻（近代日本刑法中也有所体现，例如强迫全家人集体自杀的家长自杀未遂时，也属于这种情况）。与此相对，杀害尊亲属的犯罪应加重处罚这一规定本身，就带着明显的不平等性。

### 引用
1. ↑  日本最高法院根据该罪名作出的判决（昭和36年判决）
2. ↑  日本最高法院判决刑法200条合宪（昭和35年判决）
3. ↑  栃木杀害亲父案 的存檔，存档日期2007-12-28.
4. ↑  介绍该案例的个人博客（日文）
5. ↑  .   [2008-06-23]. （原始内容存档于2007-09-13）.
6. ↑  .   [2008-06-23]. （原始内容存档于2018-12-10）.
7. ↑  殴杀父母、祖父母罪 的存檔，存档日期2008-07-20.《辽宁法制报》

### 书籍
- （日語），筑摩书房，  1987年11月出版，ISBN 4-480-85408-8。
- （日語），第三文明社，1986年11月出版，ISBN 4-476-03134-X。
- （日語），角川書店，1990年11月出版，ISBN 4-04-177608-2。
- （日語），出版，1992年4月出版，ISBN 4-89795-011-2。

### 论文
- （日語）
- （日語）
- （日語）
- （日語）
- （日語）
- （日語）
- （日語）
- （日語）
- （日語）
- （日語）
- （日語）
- （日語）
- （日語）
- （英文）Parricide, Equality and Proportionality: Japanese Courts' Attitudes Towards the Equality Principle as Reflected in C. A. v Japan （页面存档备份，存于） Author: Charles Qu, Lecturer, Griffith University Law School, 07-Jan-2011 閱。